# پلا (مجموعه تلویزیونی)
پُلا (اسپانیایی: La Pola‎) یک مجموعهٔ تلویزیونی درام تاریخی کلمبیایی است که در سال ۲۰۱۰ منتشر شد. این مجموعه بر اساس زندگی پُـلیکارپا سالاواریتا مشهور به «پُلا» ساخته شده که دختری کلمبیایی بود که به یکی از مهم‌ترین چهره‌های تاریخ استقلال کلمبیا تبدیل شد و مرگ را به تسلیم‌شدن ترجیح داد. از بازیگران سریال می‌توان به کارولینا رامیرس، آنا ماریا استوپینیان، خوئل بوسکد و پابلو اسپینوسا اشاره کرد.